# J/Z (metro de Nueva York)
J Nassau Street Express (línea J expresa de la calle Nassau) y la Z Nassau Street Express (línea Z expresa de la calle Nassau) (anteriormente Jamaica Expresa) son dos servicios de la División B del metro de la ciudad de Nueva York. El color de las líneas es el marrón, ya que representa el color usado por la línea de la Calle Nassau en el Bajo Manhattan. El servicio J opera todo el tiempo, mientras que la Z solo opera durante horas pico en las direcciones congestionadas; ambos servicios usan toda la línea de la Avenida Archer y la línea Jamaica desde el Jamaica Center–Parsons/Archer sobre el puente de Williamburg hacia el Bajo Manhattan. Los servicios de horas pico en las direcciones congestionadas es expresa al oeste de la avenida Myrtle, y los servicios J y Z se saltean un par de estaciones al este de la avenida Myrtle Avenue. Durante los días de semana, los servicios J y Z operan hasta la estación más al sur en la línea de la calle Nassau, calle Broad, pero la J es cortada durante los fines de semana en la calle Chambers. La calle Broad y la calle Fulton son hasta ahora dos de las cuatro estaciones o las dos partes del complejo que no operan en tiempo completo (las otras son la línea de la Avenida Lenox, tampoco operan en altas horas de la noche cuando el servicio 3 no está en operación).
El servicio J consiste principalmente de vagones modelos R42 y algunos R160A mientras que la Z usa algunos R42, pero la mayoría son R160A.
No fue hasta 1976, que la línea Jamaica (sobre Broadway al oeste de East New York) operaba bajo el KK Broadway Brooklyn Local (K después de 1973), en la que operaba en la Calle 57 (Línea de la Sexta Avenida) vía la conexión de la calle Christye después de 1968. Esta fue la sucesora del servicio original de la línea Canarsie, en la que operaba como servicio completo hasta que la línea de la calle 14-Eastern fue completada hacia East New York en 1928.

## Historia

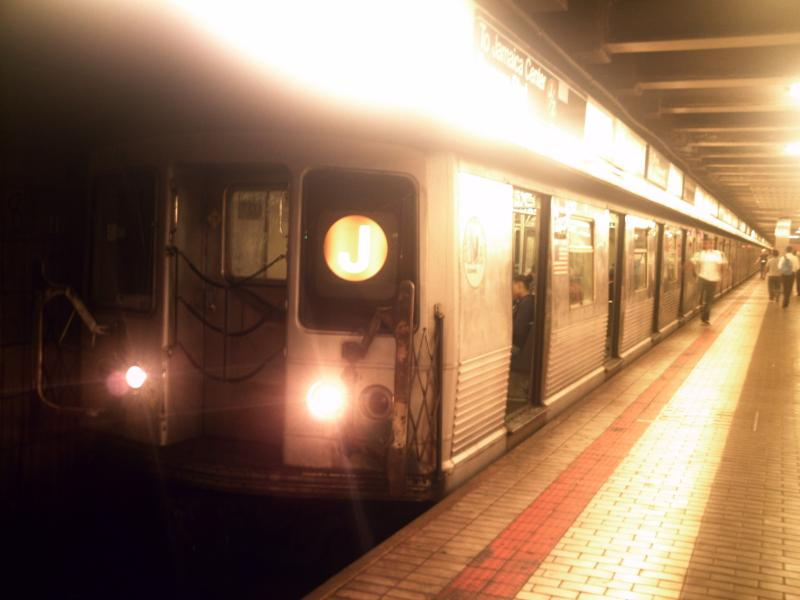
Rumbo a la estación Jamaica-Tren J modelo R42s en el bulevar Sutphin.

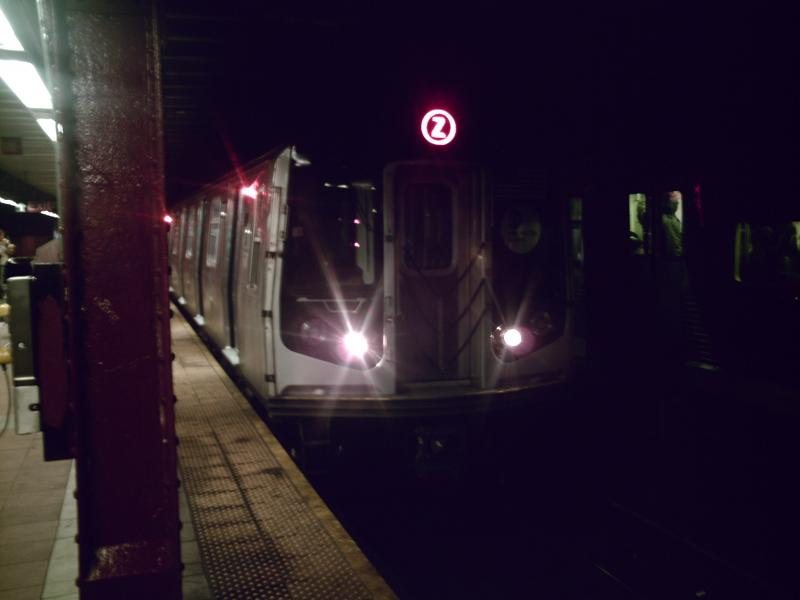
Rumbo a la estación Brooklyn-Tren Z modelo R160 en la calle Essex

### Antes de la conexión de la calle Chrystie
La línea de Jamaica - después conocida como la elevada de Broadway - fue una de las primeras líneas elevadas de Brooklyn, completada en 1893 desde Cypress Hills al oeste de Broadway Ferry en Williamsburg. Fue una línea de dos vías, con un solo servicio local con dos extremos, y una segunda al este de la avenida Gates, donde la avenida elevada Lexington se une. Este segundo servicio después se convirtió en el servicio 12, y fue eliminado en 1950 con el abandono de la avenida Lexington el.
El segundo servicio más importante de la línea elevada de Broadway Elevated operó entre Canarsie y Williamsburg vía la línea Canarsie, empezando el 30 de julio de 1906 cuando las vías de Broadway y Canarsie tracks fueron conectada en East New York. como parte de Contratos Dual, una extensión desde Cypress Hills al este de Jamaica fue completada el 3 de julio de 1918, una tercera vía fue añadida el oeste de East New York, y trenes expresos empezaron a operar en 1922.[cita requerida]
En 1924 Brooklyn–Manhattan Transit Corporation empezó a numerar sus servicios ,[cita requerida] y los servicios Canarsie y Jamaica se convirtieron en los servicios 14 y 15. Ambas operaban como rutas expresas en horas picos al oeste de East New York, y otros 14 trenes adicionales, entre Eastern Parkway (now Broadway Junction) or Atlantic Avenue on the Canarsie Line and Manhattan provided rush-hour local service on Broadway. Cuando la línea de la calle 14-Eastern Broadway y la línea Canarsie fueron conectadas el 14 de julio de 1928, el antiguo servicio de la línea Canarsie fue cambiado de nombre a la línea Broadway (Brooklyn), proveyendo solo servicios locales hacia la estación elevada de Broadway al oeste de Eastern Parkway. Los viajes hacia la avenida Atlantic permanecieron, y los trenes que operaban durante las horas pico continuaron sirviendo a Rockaway Parkway (Canarsie), ya que no usaban las vías del servicio expreso de Broadway. El servicio 14 fue de nuevo cortado solamente con servicios de horas pico.[cita requerida]

En el extremo de Manhattan, la primera extensión hecha fue el 16 de septiembre de 1908, cuando puente Williamsburg abrió. Los trenes de las líneas Broadway y Canarsie fueron extendidos hacia la nueva terminal de la calle Essex, y hasta la calle Chambers cuando la línea fue extendida el 4 de agosto de 1913. Cuando la línea de la calle Nassau fue completada el 3 de mayo de 1931, el sistema 15 fue extendido hacia la calle Broad, y la 14 fue truncada hacia la calle Canal. Algunos trenes del servicio 14 empezaron a terminar en la calle Crescent en la línea Jamaica en 1956.[cita requerida]

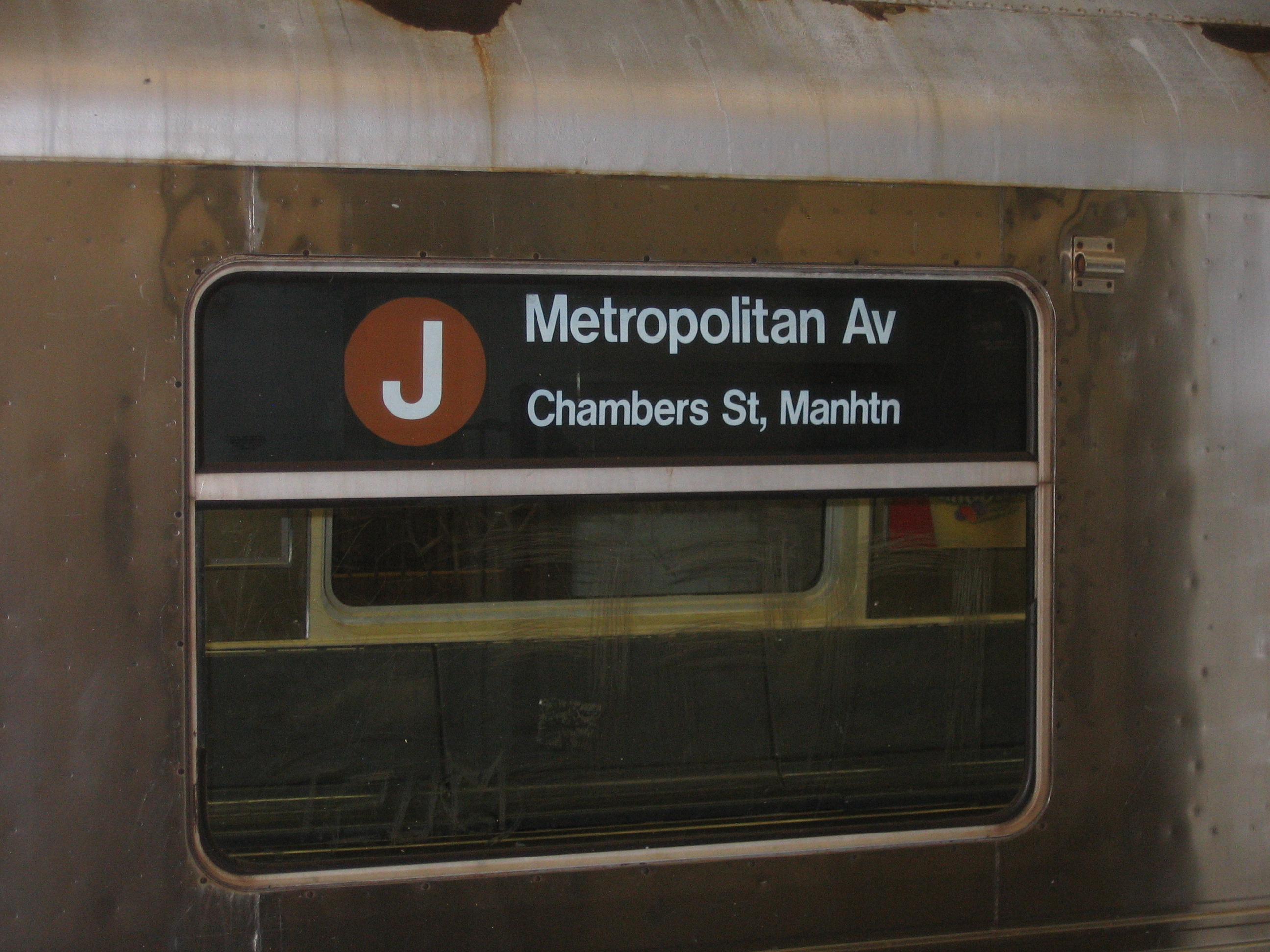
Tren con dirección hacia la Calle Chambers.

Iniciando en las mañanas los servicios de las "paradas salteadas" entre Jamaica e East New York fue implementada el 18 de junio de 1959. Los trenes 15 expresos sirven a las estaciones "A", mientras que el 14 por la mañana se convirtió en la "Jamaica Local", que se extiende entre Jamaica y Canal Street, y se detiene en las estaciones marcadas con el símbolo "B". Estas fueron las siguientes:
- Todos los trenes: 168 • Sutphin Boulevard • Elderts Lane • Eastern Parkway
- Estaciones "A": Calle 168 • Sutphin Boulevard • Calle 121 • Calle 111 • Woodhaven Boulevard • Forest Parkway • Elderts Lane • Callr Crescent • Calle Cleveland • Eastern Parkway
- Estaciones "B": Calle 168 • Calle 160 • Sutphin Boulevard • Queens Boulevard • Avenida Metropolitana • Calle 104 • Elderts Lane • Cypress Hills • Avenida Norwood • Avenida Van Siclen • Avenida Alabama • Eastern Parkway

Las letras fueron asignadas a la mayoría del servicio BMT a principio de los años 1960s. La 15 se convirtió en el servicio J (expresa) y la JJ (local), y la 14 se convirtió en el servicio KK.

### Conexión de la calle Chrystie hasta 1976
Cuando la conexión de la calle Chrystie abrió el 26 de noviembre de 1967, muchos servicios fueron cambiados. Los dos servicios locales - la JJ (no horas pico) y KK (horas pico) - fueron fusionados como JJ, pero sin alterar la ruta de las mismas. Hasta que los trenes empezaron a operar durante no horas pico entre Jamaica y la calle Broad, mientras que en las horas pico de las mañanas los trenes JJ operaban hacia la calle Canal, y en las horas pico de las tardes los trenes JJ operaban entre la calle Canal y la avenida Atlantic o la calle Crescent. La línea de hora pico expresa J fue combinada con la línea de los que opera los fines de semana la QT Brighton Local via tunnel para formar el servicio de los días de semana la QJ, operando entre Jamaica y Brighton Beach vía la línea Jamaica (expresa durante horas pico en vías congestionadas), línea de la calle Nassau, túnel de la calle Montague, y la línea (local). Finalmente, la RJ fue un servicio especial que operaba en la línea Jamaica, línea de la calle Nassau, túnel de la calle Montague, y línea de la Cuarta Avenida hacia la calle 95 en Fort Hamilton durante las direcciones congestionadas y horas pico. Esta fue una extensión del antiguo servicio RR que operaba durante horas pico, y hasta que empezó a operar hacia Jamaica en las mañanas y hacia Fort Hamilton en la tarde.
El siguiente cambio fue hecho el 1 de julio de 1968, cuando las de la conexión de la calle Chrystie hacia el puente Williamsburg abrió. Una parte de la línea Jamaica del servicio de hora pico de la JJ fue modificado para convertirse en el nuevo servicio KK durante las horas pico, operando entre Jamaica (direcciones congestionadas) o Eastern Parkway (ambas direcciones) y la nueva estación de la calle 57 de la línea de la Sexta Avenida en Manhattan. El servicio RJ fue eliminado, y cortado de nuevo hacia una variante RR, y durante las horas sin servicio la JJ fue cambiada a QJ (pero sin extender hacia Brighton Beach). A la misma vez, el existente servicio de las estaciones salteadas fue extendido durante las tardes hacia Jamaica, con los trenes QJ operando expresa al oeste de Eastern Parkway y las estaciones del servicio "A" al este de Jamaica, y a esos trenes del servicio KK sirviendo a las estaciones "B". Dos meses después, el 8 de agosto, la QJ fue extendida hacia Coney Island–Stillwell Avenue.
Estos nuevos servicios poco a poco se fueron eliminando en los años 1970s debido a problemas financieros.[cita requerida] Primero, el 2 de enero de 1973, el servicio QJ fue cortado otra vez pero por tiempo completo en la calle Broad y cambió de nombre a J; el servicio M y en su lugar fue extendido hacia Coney Island. A la misma vez, el servicio KK fue cortado de nuevo hacia Eastern Parkway y cambió de nombre a K, y ambas paradas salteadas fueron llevadas a cabo por trenes alternativos J.[cita requerida]Pero no fue suficiente; el servicio K fue suspendido el 30 de agosto de 1976, eliminando a la estación salteada J y el servicio expreso al este de la avenida Myrtle. (el servicio expreso de una vía permaneció al oeste de la avenida Myrtle, desde que el servicio M se cambió a las vías locales.)[cita requerida]
La siguiente tabla sumariza los cambios hechos entre 1959 y 1976.
|           | Mañanas locales de horas pico                              | Mañanas expresas de horas pico                                                                              | Tardes locales de horas pico                                              | Tardes expresas de horas pico                                                                              | Otra local                                                                           | Otros servicios                                                         |
| --------- | ---------------------------------------------------------- | --- | ------------------------------------------------------------------------- | --- | ------------------------------------------------------------------------------------ | ----------------------------------------------------------------------- |
| 1959-67   | 14/KK 168th Street - Canal Street, paradas de entradas "B" | 15/J 168th Street - Broad Street, paradas de entrada "A"                                                    | 14/KK Crescent Street, Atlantic Avenue, o Rockaway Parkway - Canal Street | 15/J 168th Street - Broad Street                                                                           | 15/JJ 168th Street - Broad Street                                                    |                                                                         |
| 1967-68   | JJ 168th Street - Canal Street, paradas de entradas "B"    | QJ 168th Street - Brighton Beach, Paradas de entradas "A"                                                   | JJ Crescent Street o Atlantic Avenue - Canal Street                       | QJ 168th Street - Brighton Beach                                                                           | JJ 168th Street - Broad Street QJ 168th Street - Brighton Beach, medio días y tardes | RJ 168th Street - Brooklyn, horas pico en direcciones no congestionadas |
| 1968-1973 | KK 168th Street - 57th Street, paradas de entrada "B"      | QJ 168th Street - Brooklyn, paradas de entrada "A"                                                          | KK 168th Street - 57th Street, paradas de salida "B"                      | QJ 168th Street - Brooklyn, paradas de salida "A"                                                          | QJ 168th Street - Broad Street o Brooklyn                                            |                                                                         |
| 1973-1976 | K Eastern Parkway - 57th Street                            | J 168th Street - Broad Street, dos patrones de entrada, una para las paradas "A" y una para las paradas "B" | K Eastern Parkway - 57th Street                                           | J 168th Street - Broad Street, dos patrones de salida, una para las paradas "A" y una para las paradas "B" | J 168th Street - Broad Street                                                        |                                                                         |

### 1976 hasta el presente

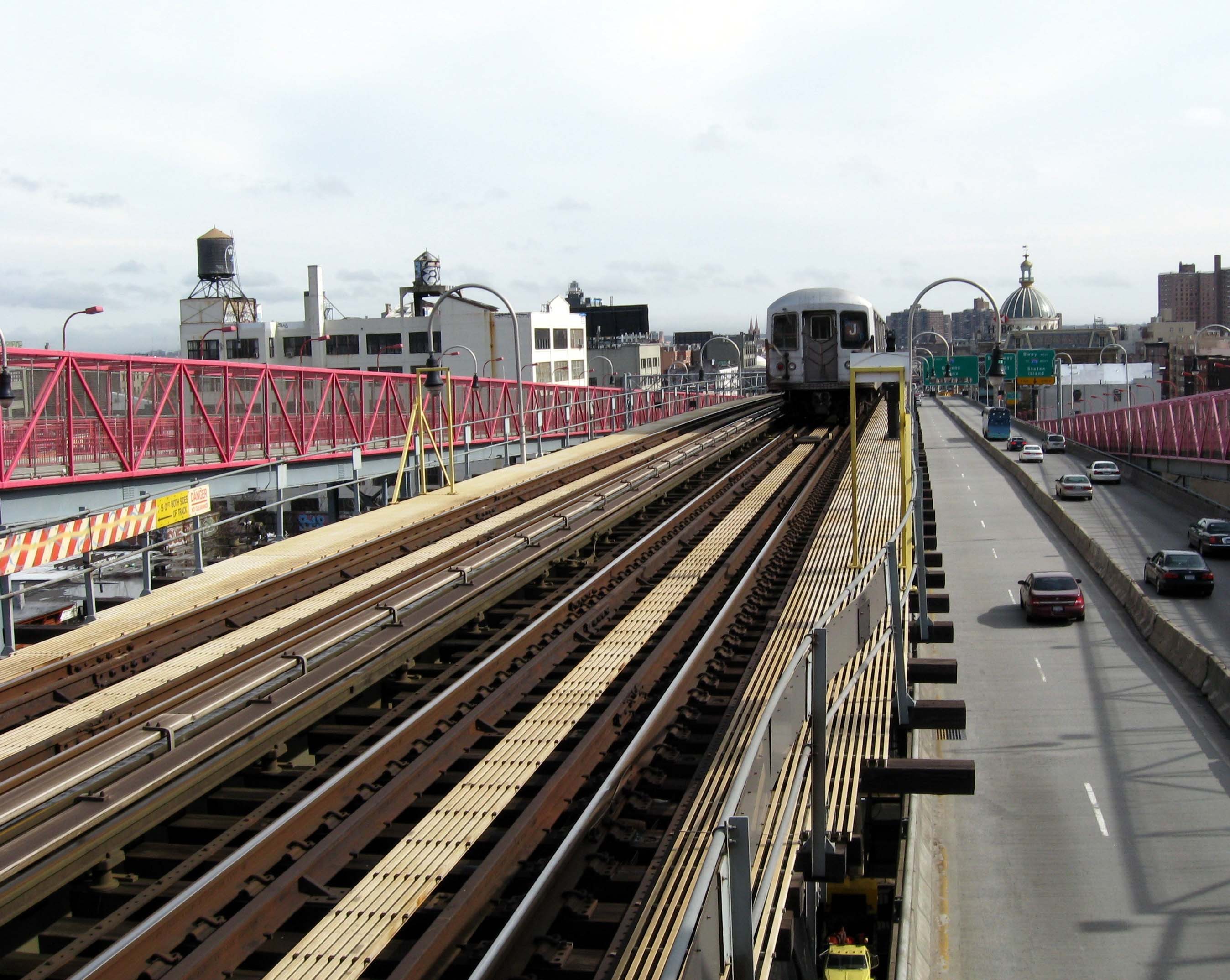
Un tren de la línea J deja el puente Williamsburg con rumbo hacia Marcy Avenue.

El servicio J fue truncado hacia Queens Boulevard justo después de la media noche del 11 de septiembre de 1977, y la calle 121 el 15 de abril de 1985,[cita requerida] Concurrente con el corte de atrás de la línea de Jamaica. La línea de la Avenida Archer abre el 11 de diciembre de 1988, extendiendo el extremo este de la línea desde la calle 121, y el patrón de las paradas salteadas de las líneas J/Z fue implementado.
En 1990, los servicios de fines de semana terminaban en la calle Canal, pero fue extendido de nuevo hacia la calle Chambers en 1994.
Desde el 30 de abril al 1 de septiembre de 1999, el puente Williambsburg fue cerrado para la reconstrucción. El servicio de los trenes J empezaron a operar solo en el Jamaica Center-Parsons Archer y la avenida Myrtle. Las paradas salteadas de los servicios J/Z estaba en ambas direcciones entre el Jamaica Center y Eastern Parkway-Broadway Junction.
Después del 11 de septiembre de 2001, el servicio R fue suspendido. Los trenes J fueron extendidos más allá de la calle Broad vía el túnel de la calle Montague para reemplazar al servicio R hacia Bay Ridge-Calle 95 todo el tiempo excepto en altas horas de la noche, cuando solo operaba y un shuttle (servicios de trenes que van y vienen en una sola dirección) opera en Brooklyn entre las calles 95 y 36. Las paradas salteadas de los servicios J/Z fueron suspendidos. Durante este tiempo, la J fue la línea local más grande del sistema.

## Estaciones
Para una lista más detallada sobre las estaciones, ver los artículos sobre las líneas enumeradas anteriormente.
| Leyenda de la estación de servicio                       | Leyenda de la estación de servicio                       |
| -------------------------------------------------------- | -------------------------------------------------------- |
| Hace paradas todo el tiempo                              | Paradas todo el tiempo                                   |
| Hace paradas todo el tiempo                              | Paradas todo el tiempo excepto a altas horas de la noche |
| Hace paradas sólo en la noche                            | Paradas sólo en la noche                                 |
| Hace paradas sólo los días de semana                     | Paradas en días de semana                                |
| Hace paradas todo el tiempo, excepto en horas pico       | Paradas todo el tiempo excepto horas pico                |
| Hace paradas en horas pico en direcciones congestionadas | Paradas horas pico o vías congestionadas                 |
| Detalles del periodo de tiempo                           |                                                          |

| Servicio J                                         | Servicio Z                                               | Estación                                       | Acceso para discapacitados | Transferencias                                                                                      | Conexiones                            |  |
| -------------------------------------------------- | -------------------------------------------------------- | ---------------------------------------------- | -------------------------- | --------------------------------------------------------------------------------------------------- | ------------------------------------- |  |
| Queens                                             |                                                          |                                                |                            | |                                       |  |
| Hace paradas todo el tiempo                        | Hace paradas en horas pico en direcciones congestionadas | Jamaica Center–Parsons/Archer                  | Acceso para discapacitados | E                                                                                                   |                                       |  |
| Hace paradas todo el tiempo                        | Hace paradas en horas pico en direcciones congestionadas | Sutphin Boulevard/Archer Avenue–Aeropuerto JFK | Acceso para discapacitados | E                                                                                                   | AirTrain JFK LIRR en Jamaica          |  |
| Hace paradas todo el tiempo, excepto en horas pico | Hace paradas en horas pico en direcciones congestionadas | 121st Street                                   |                            | | Bus Q10 hacia el Aeropuerto JFK       |  |
| Hace paradas todo el tiempo                        |                                                          | 111th Street                                   |                            | |                                       |  |
| Hace paradas todo el tiempo, excepto en horas pico | Hace paradas en horas pico en direcciones congestionadas | 104th Street                                   |                            | |                                       |  |
| Hace paradas todo el tiempo                        | Hace paradas en horas pico en direcciones congestionadas | Woodhaven Boulevard                            |                            | |                                       |  |
| Hace paradas todo el tiempo                        |                                                          | 85th Street–Forest Parkway                     |                            | |                                       |  |
| Hace paradas todo el tiempo, excepto en horas pico | Hace paradas en horas pico en direcciones congestionadas | 75th Street-Elderts Lane                       |                            | |                                       |  |
| Brooklyn                                           |                                                          |                                                |                            | |                                       |  |
| Hace paradas todo el tiempo                        |                                                          | Cypress Hills                                  |                            | |                                       |  |
| Hace paradas todo el tiempo                        | Hace paradas en horas pico en direcciones congestionadas | Crescent Street                                |                            | |                                       |  |
| Hace paradas todo el tiempo, excepto en horas pico | Hace paradas en horas pico en direcciones congestionadas | Norwood Avenue                                 |                            | |                                       |  |
| Hace paradas todo el tiempo                        |                                                          | Cleveland Street                               |                            | |                                       |  |
| Hace paradas todo el tiempo, excepto en horas pico | Hace paradas en horas pico en direcciones congestionadas | Van Siclen Avenue                              |                            | |                                       |  |
| Hace paradas todo el tiempo                        |                                                          | Alabama Avenue                                 |                            | |                                       |  |
| Hace paradas todo el tiempo                        | Hace paradas en horas pico en direcciones congestionadas | Eastern Parkway-Broadway Junction              |                            | A C (IND Fulton Street Line) L (BMT Canarsie Line)                                                  | LIRR Atlantic Branch en East New York |  |
| Hace paradas todo el tiempo, excepto en horas pico | Hace paradas en horas pico en direcciones congestionadas | Chauncey Street                                |                            | |                                       |  |
| Hace paradas todo el tiempo                        | Hace paradas en horas pico en direcciones congestionadas |                                                | Halsey Street              | |                                       |  |
| Hace paradas todo el tiempo, excepto en horas pico | Hace paradas en horas pico en direcciones congestionadas | Gates Avenue                                   |                            | |                                       |  |
| Hace paradas todo el tiempo                        |                                                          | Kosciuszko Street                              |                            | |                                       |  |
| Hace paradas todo el tiempo                        | Hace paradas en horas pico en direcciones congestionadas | Myrtle Avenue-Broadway                         |                            | M                                                                                                   | Bus B15 hacia el Aeropuerto JFK       |  |
| Hace paradas todo el tiempo, excepto en horas pico |                                                          | Flushing Avenue                                | Acceso para discapacitados | M                                                                                                   | Bus B15 hacia el Aeropuerto JFK       |  |
| Hace paradas todo el tiempo, excepto en horas pico |                                                          | Lorimer Street                                 |                            | M                                                                                                   |                                       |  |
| Hace paradas todo el tiempo, excepto en horas pico |                                                          | Hewes Street                                   |                            | M                                                                                                   |                                       |  |
| Hace paradas todo el tiempo                        | Hace paradas en horas pico en direcciones congestionadas | Marcy Avenue                                   | Acceso para discapacitados | M                                                                                                   |                                       |  |
| Manhattan                                          |                                                          |                                                |                            | |                                       |  |
| Hace paradas todo el tiempo                        | Hace paradas en horas pico en direcciones congestionadas | Essex Street                                   |                            | F (IND Sixth Avenue Line)                                                                           |                                       |  |
| Hace paradas todo el tiempo                        | Hace paradas en horas pico en direcciones congestionadas | Bowery                                         |                            | |                                       |  |
| Hace paradas todo el tiempo                        | Hace paradas en horas pico en direcciones congestionadas | Canal Street                                   |                            | 4 6 <6> (IRT Lexington Avenue Line) N Q R W (BMT Broadway Line)                                     |                                       |  |
| Hace paradas todo el tiempo                        | Hace paradas en horas pico en direcciones congestionadas | Chambers Street-Brooklyn Bridge                |                            | 4 5 6 <6> (IRT Lexington Avenue Line)                                                               |                                       |  |
| Hace paradas sólo los días de semana               | Hace paradas en horas pico en direcciones congestionadas | Fulton Street                                  |                            | 2 3 (IRT Broadway–Seventh Avenue Line) 4 5 (IRT Lexington Avenue Line) A C (IND Eighth Avenue Line) |                                       |  |
| Hace paradas sólo los días de semana               | Hace paradas en horas pico en direcciones congestionadas | Broad Street                                   |                            | |                                       |  |